# 주디 갈런드
주디 갈런드(영어: Judy Garland, 본명은 프랜시스 에셀 검(영어: Frances Ethel Gumm), 1922년 6월 10일 ~ 1969년 6월 22일)는 미국의 가수이자 배우이다.

## 생애
주디 갈런드는 미네소타 주의 그랜드 래피즈에서 출생하였다. 주디 갈런드는 뮤지컬과 드라마에서는 여자 배우로서, 공연 무대에서는 가수로 국제적인 스타의 자리를 얻었다. 뛰어난 재능으로 그녀는 영화계에서 쥬버나일 아카데미 상과, 골든 글러브 상 그리고 세실 B. 드마일 상(Cecil B. DeMille Award)을, 음악에서는 그래미 상과 스페셜 토니 상도 수상했다. 그녀는 여성의 최저음 음역인 콘트랄토로 노래할 수 있었다.
10대에 보더빌(Vaudevile)에서 언니들과 함께 데뷔한 후, 주디 갈런드는 MGM과 계약했다. 그곳에서 그녀는 미키 루니와 함께한 9개의 영화와 그녀를 가장 유명하게 해준 《오즈의 마법사》를 포함한 24개 이상의 영화에 참여했다. 15년 후, 갈런드는 MGM과의 계약이 끝났지만, 그 후로도 평론가들이 호평한 카네기 홀 콘서트를 포함 신기록 갱신하는 콘서트 활동, 인기는 있었으나 짧았던 텔레비전 시리즈 배역들을 수행했고, 영화 《스타 탄생》에서 영화배우로 복귀하며 새로운 성공들을 이뤄냈다.
영화와 음악 성공들과 반대로 주디 갈런드는 사생활에서 개인적인 문제들로 힘들었다. 그녀는 자신의 외모에 만족하지 못하는 상황에서, 영화계 인사들은 그녀가 매력적이지 못하고, 몸무게가 많이 나간다고 비평하여 그녀에게 정신적 고통을 더하였다. 체중 감소 효과를 준다는 중독성 약물에 둘러싸여, 활동하는 기간 내내 약물 중독에 시달렸다. 주디 갈런드는 몇십만 달러에 달하는 세금을 체납하고, 경제적 어려움으로 고통받았으며, 그녀에게 상처만을 안겨준 네 번의 이혼 후 1969년 3월, 5번째 결혼에서 안정을 찾는 듯 했으나 그 해 6월에 약물 과량 투여 사고로 생을 마쳤다. 그녀는 평생에 걸쳐 여러 번 자살을 시도하였다. 주디 갈런드는 47세에, 빈센트 미넬리 사이에 낳았던 라이자 미넬리, 시드니 루프트 사이에서 낳았던 로나 루프트 그리고 조이 루프트, 세 자녀와 남편 미키 딘스를 남겨둔 채 바르비투르 과다 복용으로 사망하였다.
1997년 사후에, 주디 갈런드는 그래미 평생 공로상을 받았다. 그녀의 노래 몇 곡은 그래미 명예의 전당에 선정되었다. 1999년에 미국 영화 협회는 그녀를 미국 영화 역사상 가장 위대한 10대 여성 스타 중 8번째 인물로 지정했다.
어릴 때부터 세 자매가 어린이 극단에 참가하여 노래와 춤으로 갈채를 받았다. 1939년에 제작된 영화《오즈의 마법사》에서 뛰어난 연기와 노래로 아카데미상을 받았다. 그리고 영화곡인 "Over the Rainbow" (무지개 저편에)는 그녀의 기념곡이 되었다. 그 당시 재능이 뛰어난 예술가로 《새싹의 노래》, 《춤추는 해적》, 《이스터 퍼레이드》, 《스타 탄생》 등의 영화가 모두 호평을 받았다. 그녀의 매력은 《주디 갈랜드의 전부》, 《카네기 홀의 주디》 등의 음반에 담겨 있다.

## 작품 목록
- 오즈의 마법사 (1939)
- 세인트루이스에서 만나요 (1944)
- 이스터 퍼레이드 (1948)
- 스타 탄생 (1954)
- 페페 (1960)
- 뉘른베르크 재판 (1961)

## 음반 목록
- Miss Show Business (1955)
- Judy (1956)
- Alone (1957)
- Judy in Love (1958)
- The Letter (1959)
- That's Entertainment! (1960)
- The Garland Touch (1962)

## 참고 문헌
- 이 문서에는 다음커뮤니케이션(현 카카오)에서 GFDL 또는 CC-SA 라이선스로 배포한 글로벌 세계대백과사전의 내용을 기초로 작성된 글이 포함되어 있습니다.